# Hrušovo
Hrušovo (bis 1927 auch „Hrušová“; ungarisch Balogrussó – bis 1902 Hrussó) ist eine Gemeinde in der Slowakei.
Zur 1297 zum ersten Mal schriftlich als Huruswa erwähnten Gemeinde gehören auch die Orte Ostrany (1960 zu Striežovce eingemeindet; deutsch Estring) und Striežovce (1963 eingemeindet; deutsch Strisch).
Zunächst unterstand sie der Herrschaft der Burg Blh, ab dem 14. Jahrhundert der Familie Derencsényi und ab dem 17. Jahrhundert der Herrschaft von Muráň.
Sehenswert sind der Glockenturm aus der 1. Hälfte des 18. Jahrhunderts und die evangelische Kirche von 1786, 1904 umgebaut.

## Bevölkerung
| Jahr                | 1994 | 2004     | 2014     | 2024     |
| ------------------- | ---- | -------- | -------- | -------- |
| Anzahl der Personen | 252  | 225      | 193      | 161      |
| Unterschied         |      | −10,71 % | −14,22 % | −16,58 % |

| Jahr                | 2023 | 2024    |
| ------------------- | ---- | ------- |
| Anzahl der Personen | 162  | 161     |
| Unterschied         |      | −0,61 % |